# Guy Rouleau
Pour les articles homonymes, voir Guy Rouleau (homme politique) et Rouleau.
Guy Rouleau (né le 16 février 1965 à Montréal dans la province de Québec au Canada - mort le 7 décembre 2008) est un joueur de hockey sur glace.

## Carrière en club
Il commence sa carrière dans la Ligue de hockey junior majeur du Québec en 1982 avec les Chevaliers de Longueuil. Lors de sa troisième saison, il finit meilleur pointeur de la LHJMQ et remporte le trophée Jean-Béliveau correspondant, il va le remporter également en 1986. Lors de cette saison, il remporte également le trophée Michel-Brière du meilleur joueur de la saison.
Jamais choisi lors d'un repêchage de la Ligue nationale de hockey, il ne réussit pas à percer au plus haut niveau, jouant quelques matchs dans la Ligue américaine de hockey et le reste de sa carrière en Europe dans des divisions de second plan.
Le 7 décembre 2008, à l'âge de 43 ans, Guy Rouleau meurt d'un cancer du cerveau qu'il avait depuis 1998.

## Statistiques
Pour les significations des abréviations, voir Statistiques du hockey sur glace.
| Saison    | Équipe                  | Ligue  |    | Saison régulière | Saison régulière | Saison régulière | Saison régulière | Saison régulière |    | Séries éliminatoires | Séries éliminatoires | Séries éliminatoires | Séries éliminatoires | Séries éliminatoires |
| Saison    | Équipe                  | Ligue  | PJ | B                | A                | Pts              | Pun              | PJ               | B  | A                    | Pts                  | Pun                  |                      |                      |
| 1982-1983 | Chevaliers de Longueuil | LHJMQ  | 68 | 25               | 31               | 56               | 23               | 15               | 3  | 4                    | 7                    | 13                   |                      |                      |
| 1983-1984 | Chevaliers de Longueuil | LHJMQ  | 70 | 60               | 73               | 133              | 28               | 17               | 9  | 20                   | 29                   | 42                   |                      |                      |
| 1984-1985 | Chevaliers de Longueuil | LHJMQ  | 60 | 76               | 87               | 163              | 68               |                  |    |                      |                      |                      |                      |                      |
| 1985-1986 | Chevaliers de Longueuil | LHJMQ  | 1  | 0                | 0                | 0                | 2                |                  |    |                      |                      |                      |                      |                      |
| 1985-1986 | Olympiques de Hull      | LHJMQ  | 61 | 91               | 100              | 191              | 70               | 15               | 23 | 20                   | 43                   | 21                   |                      |                      |
| 1986-1987 | Canadiens de Sherbrooke | LAH    | 10 | 4                | 3                | 7                | 2                | 2                | 0  | 0                    | 0                    | 0                    |                      |                      |
| 1987-1988 | Canadiens de Sherbrooke | LAH    | 76 | 26               | 47               | 73               | 42               | 4                | 0  | 1                    | 1                    | 2                    |                      |                      |
| 1989-1990 | Panthers d'Érié         | ECHL   | 13 | 9                | 10               | 19               | 9                |                  |    |                      |                      |                      |                      |                      |
| 1989-1990 | Indians de Springfield  | LAH    | 52 | 18               | 26               | 44               | 14               | 18               | 9  | 9                    | 18                   | 20                   |                      |                      |
| 1991-1992 | Iserlohn Roosters       | 2.Bun. | 25 | 37               | 28               | 65               | 25               |                  |    |                      |                      |                      |                      |                      |
| 1992-1993 | HC Fiemme Cavalese      | Italie | 16 | 15               | 16               | 31               | 8                |                  |    |                      |                      |                      |                      |                      |
| 1993-1994 | Rivermen de Peoria      | LIH    | 6  | 0                | 2                | 2                | 0                |                  |    |                      |                      |                      |                      |                      |
| 1995-1996 | Trier EHC               | 1.bun. | 46 | 46               | 62               | 108              | 40               |                  |    |                      |                      |                      |                      |                      |
| 1996-1997 | Trier EHC               | 1.bun. | 47 | 33               | 50               | 83               | 74               |                  |    |                      |                      |                      |                      |                      |
| 1997-1998 | Rage de Reno            | WCHL   | 12 | 5                | 7                | 12               | 4                |                  |    |                      |                      |                      |                      |                      |
| 1997-1998 | ESC Erfurt              | 3.Liga | 22 | 27               | 15               | 42               | ?                |                  |    |                      |                      |                      |                      |                      |

## Trophées et honneurs personnels
- Ligue de hockey junior majeur du Québec
  - 1986 : remporte le trophée Jean-Béliveau
  - 1986 : remporte le trophée Michel-Brière